# Попов, Николай Петрович
Николай Петрович Попов (1928—1989) — советский председатель колхоза, передовик сельскохозяйственного производства. Герой Социалистического Труда (1971).

## Биография
Родился 2 января 1928 года в бывшем посёлке Щёлоков, Большечерниговского района Самарской области в крестьянской семье.
С 1941 года в начале Великой Отечественной войны не окончив неполную среднюю школу, Н. П. Попов пошёл работать простым колхозником в колхоз «Большевик» Большечерниговского района, позже работал — помощником животновода и бригадиром полеводческой бригады.
С 1948 по 1952 годы служил в пограничных войсках МГБ — МВД СССР.
В 1953 году Н. П. Попов был избран председателем колхоза «Большевик» Большечерниговского района, руководил которым до 1958 года. В 1958 году Н. П. Попов был избран председателем колхоза имени И. В. Сталина в селе Августовка Большечерниговского района.
В 1959 году Н. П. Попов был избран председателем объединённого из семи колхозов Августовской машино-тракторной станции — колхоза имени В. И. Ленина. Н. П. Попов руководил этим объединённым колхозом с 1959 по 1989 годы, за эти годы он вывел хозяйство в число лидирующих не только в районе, но и в Куйбышевской области. Много раз за достижение высоких результатов в развитии сельскохозяйственного производства колхоз имени В. И. Ленина награждался дипломами и переходящими Красными знамёнами ЦК КПСС, Совета Министров СССР, ВЦСПС и ЦК ВЛКСМ. В 1967 году колхоз под руководством Н. П. Попова был награждён — Орденом Ленина.
22 марта 1966 года Указом Президиума Верховного Совета СССР «за отличие в труде и по итогам семилетнего плана (1959—1965)» Н. П. Попов был награждён Орденом Ленина.
8 апреля 1971 года Указом Президиума Верховного Совета СССР «за выдающиеся успехи, достигнутые в развитии сельскохозяйственного производства и выполнении пятилетнего плана продажи государству продуктов земледелия и животноводства» Николай Петрович Попов был удостоен звания Героя Социалистического Труда с вручением Ордена Ленина и золотой медали «Серп и Молот».
Помимо основной деятельности Н. П. Попов неоднократно избирался депутатом Куйбышевского областного и Большечерниговского районного Советов народных депутатов. Н. П. Попов являлся делегатом в 1971 году — XXIV, в 1981 году — XXVI съездов КПСС, и III Всесоюзного съезда колхозников.
В 1989 году ушёл на пенсию. Умер 13 июня 1989 года в селе Августовка Куйбышевской области.

## Награды
- Медаль «Серп и Молот» (8.04.1971)
- Орден Ленина (22.03.1966, 8.04.1971)
- Орден Трудового Красного Знамени (14.02.1975)
- Орден Дружбы народов (13.03.1981)
- Медаль «За трудовую доблесть»
- Медаль «За доблестный труд в Великой Отечественной войне 1941—1945 гг.»